# ファーストパーソンゲーム
ファーストパーソンゲームとは、現実と同じように一人称視点(操作するキャラクターの顔は見えない)でプレイするゲームである。
ファーストパーソンにすることで、リアルさがでるという効果もある。

## ファーストパーソンゲームの例
- タイタンフォールシリーズ
- バイオハザード7 レジデントイービル
- マインクラフト※
- グランドセフトオートシリーズ※

(※三人称視点でもプレイできる)